# Наумбург (Хесен)
Наумбург (на немски: Naumburg (Hessen)) е малък град в район Касел в Северен Хесен, Германия с 5028 жители (към 31 декември 2018).
От 1995 г. Наумбург е държавно признат курорт по хидротерапия. Намира се югоизток от Фритцлар и на запад от град Валдек.
Наумбург е споменат през 1170 г. за пръв път в документи. Наумбург получава през 1260 г. права на град.
- Историческата част на Наумбург (Хесен)